# Blåfisk
Blåfisk (Pomatomus saltatrix) är den enda arten i familjen Pomatomidae som tillhör underordningen abborrlika fiskar. 
Arten förekommer i Atlantiska oceanen, Medelhavet, Svarta havet och Indiska oceanen samt i sydvästra Stilla havet i tropiska och subtropiska regioner. I västra Atlantiska oceanen sträcker sig utbredningsområdet från Argentina till Nova Scotia. Blåfisk förekommer huvudsakligen i havsbukter och sandiga grunda havsområden. I undantagsfall dyker den ner till 200 meters djup. Den vandrar under vintern till varmare och under sommaren till kallare områden.
Dessa djur blir upp till 1,30 meter långa och 15 kg tunga men individer över 9 kg är sällsynt. I varje käke finns en rad tänder med likadant utseende. Blåfisken är ett rovfisk som jagar sill, multefiskar, kräftor och bläckfiskar.
Arten kan leva 14 år. Den utför ofta längre vandringar längs kusterna.

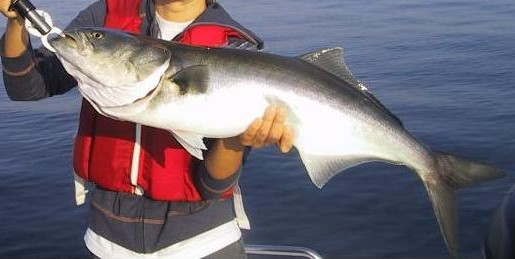
En särskilt stor blåfisk

Som matfisk är blåfiskens kött oljigt och får snabbt en stark lukt. Därför bör den läggas på is direkt efter fångsten och tillagas färsk. Blåfisk kan också ha flera gifter i kroppen som polyklorerade bifenyler och kvicksilver. Liksom de flesta andra vildfångade fiskar rekommenderas fisken inte för gravida eller ammande kvinnor och inte heller för barn under 6 år.
Fiskare använder blåfisk ibland som levande bete för tonfisk, hajar och svärdfisk.
Beståndet hotas av överfiske. Blåfisk förekommer i flera från varandra skilda populationer. IUCN listar arten som livskraftig (LC).